# Ходај
Ходај је осми студијски албум српске музичке групе Неверне бебе. Албум је објављен 15. децембра 2022. године за издавачку кућу ПГП РТС, а првобитно је био доступан у дигиталном формату и на компакт-диску.
Неверне бебе су у јануару 2021, за издавача IDJ Tunes, објавиле песму Река љубави, у којој је реп деоницу имао Ђорђе Миљеновић. Ова песма се на албуму нашла под називом Сидро, али у измењеној верзији, из које је изостављен Миљеновићев допринос.
Ово издање је Неверним бебама у јуну 2023. донело награду Накси звезда за албум године. Синглови Поред воде, Празник разлога, Ћути и Зима бирани су за хитове недеље на Радио Београду 202, у емисији Хит 202.

## Списак песама
Аутор текстова, музике и аранжмана за све песме је Милан Ђурђевић.
| №               | Назив                      | Трајање |  |
| 1.              |                            | 2:36    |  |
| 2.              | Ходај                      | 4:52    |  |
| 3.              | Ћути                       | 3:28    |  |
| 4.              | Поред воде                 | 3:46    |  |
| 5.              | Заједно (са Неном Беланом) | 3:40    |  |
| 6.              | Ево ме                     | 3:49    |  |
| 7.              | Зима                       | 4:11    |  |
| 8.              | Празник разлога            | 3:32    |  |
| 9.              | Пронађи ме                 | 4:16    |  |
| 10.             | Сидро                      | 3:43    |  |
| 11.             | Води ме одавде             | 4:32    |  |
| Укупно трајање: | Укупно трајање:            | 42:25   |  |

## Музичари
| - Неверне бебе: - Милан Ђурђевић — вокал, клавир, Хамондове оргуље, синтесајзер - Јелена Пудар Марковић — вокал - Тијана Сретковић — вокал - Владан Ђурђевић — бас-гитара - Саша Ранђеловић Ранђа — електрична гитара, акустична гитара - Андреја Стојић — електрична гитара, акустична гитара - Немања Савић — пратећи вокали - Петар Крчадинац — бубњеви | - Гости: - Нено Белан — вокал (5) - Ана Кабалин — пратећи вокали - Драган Ивановић — бас-гитара, акустична бас-гитара, бас-гитара без прагова - Себастијан Керекеш — бубњеви - Милош Николић — труба |

## Остале заслуге
- Милан Ђурђевић — продуцент, миксовање
- Ивица Влатковић — продуцент, миксовање
- Филип Влатковић — копродуцент, миксовање
- Андреја Стојић — миксовање
- Миша Јаниш — мастеровање
- Мина Радовић — уметничке слике
- Тијана Сретковић — дизајн омота[1]